# Елизаровский сельсовет (Шаховской район)
Елизаровский сельсовет — упразднённая административно-территориальная единица, существовавшая на территории Московской губернии и Московской области в 1927—1954 годах.
Ровнинский сельсовет был образован в 1927 году в составе Судисловской волости Волоколамского уезда Московской губернии путём выделения из Бабинского с/с.
В 1929 году Ровнинский с/с был переименован в Елизаровский сельсовет.
В 1929 году Елизаровский с/с был отнесён к Шаховскому району Московского округа Московской области. При этом к нему был присоединён Гординский с/с.
4 января 1952 года селение Гордино было передано из Елизаровского с/с в Судисловский.
14 июня 1954 года Елизаровский с/с был упразднён. При этом его территория в полном составе была передана в Новоникольский с/с.